# Craig Eastmond
Craig Leon Eastmond (* 9. prosince 1990, Londýn, Spojené království) je anglický profesionální fotbalista, který v současné době hraje jako defensivní záložník případně pravý obránce v anglické Premier League za Arsenal FC.